# Королёв (марсианский кратер)
Королёв (Korolev) — ударный кратер на Марсе, на Великой Северной равнине. Диаметр — 81 км, координаты центра — 72°46′ с. ш. 164°35′ в. д. / 72,77° с. ш. 164,58° в. д.. Содержит около 2200 кубических километров водяного льда, что сопоставимо с объёмом Большого Медвежьего озера в Канаде. Толщина льда достигает 1,8 километра.
Кратер назван в честь Сергея Павловича Королёва (1907—1966), главного советского ракетостроителя и конструктора, принимавшего участие в космической гонке 1950-х и 1960-х годов. Это название было утверждено Международным астрономическим союзом в 1973 году.

## Формирование льда
Лёд в кратере существует постоянно, поскольку кратер действует как ловушка. Охлаждённый льдом воздух тяжелее окружающего и служит защитным слоем, препятствующим таянию и испарению льда. Недавние исследования показали, что залежи льда образовались в кратере самостоятельно и не входили ранее в состав когда-то более крупного полярного ледяного покрова. Кратерный лёд — часть обширных запасов льда в полярных областях Марса.

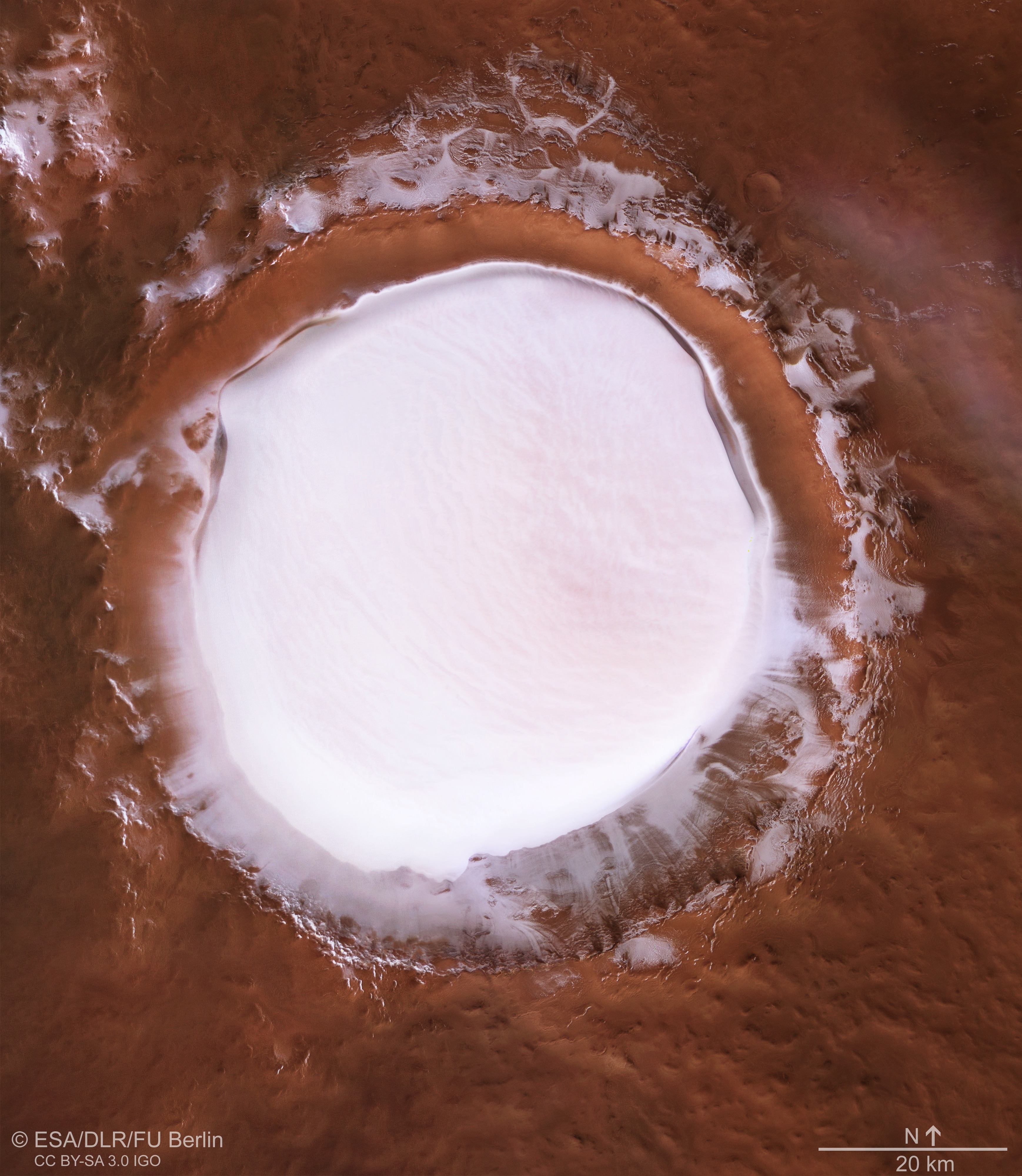
Вид на кратер Королёв с космического аппарата «Марс-экспресс»
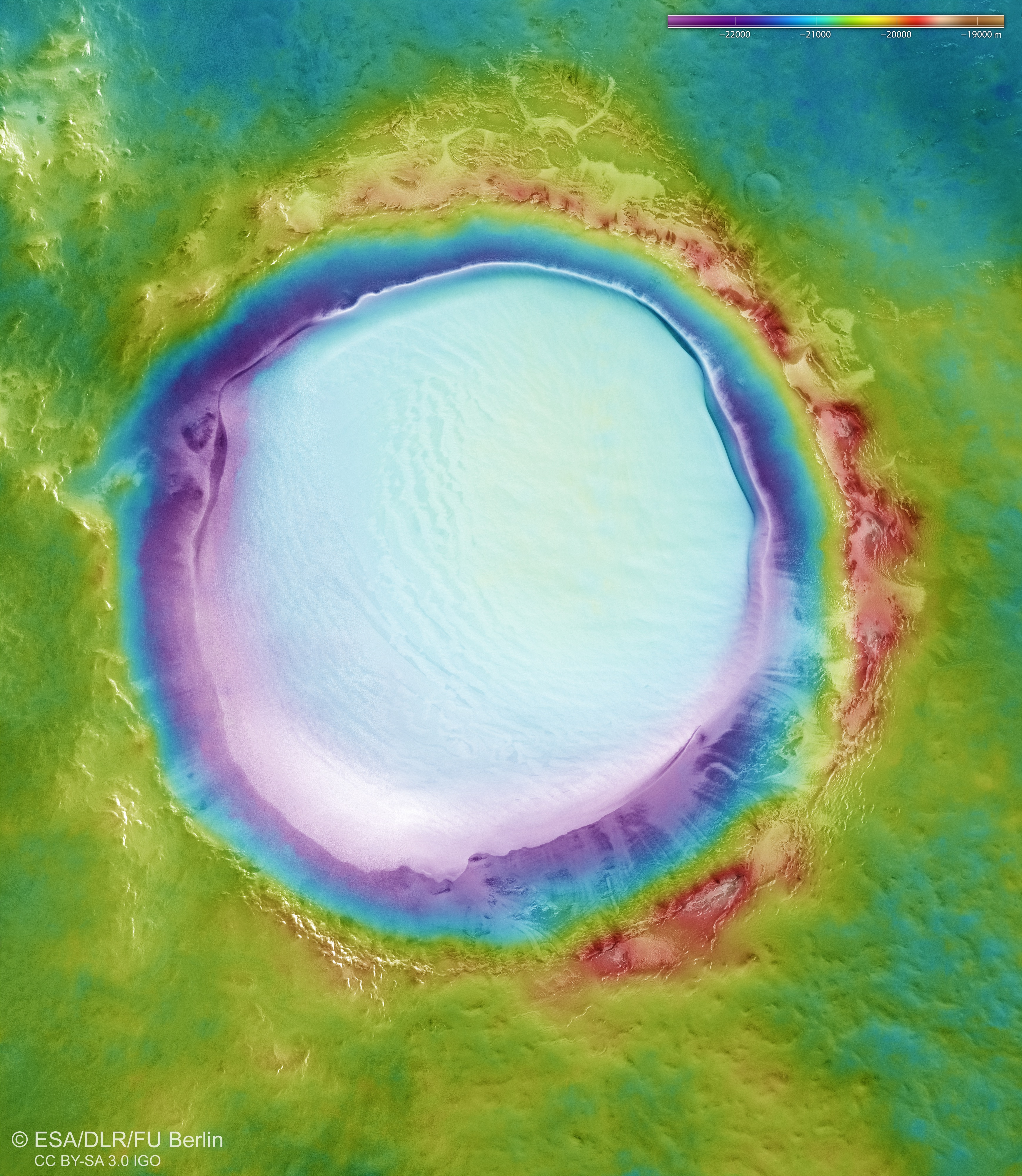
Карта высот кратера Королёв на основе данных «Марс-экспресс» (красное — возвышенности, синее — низменности)
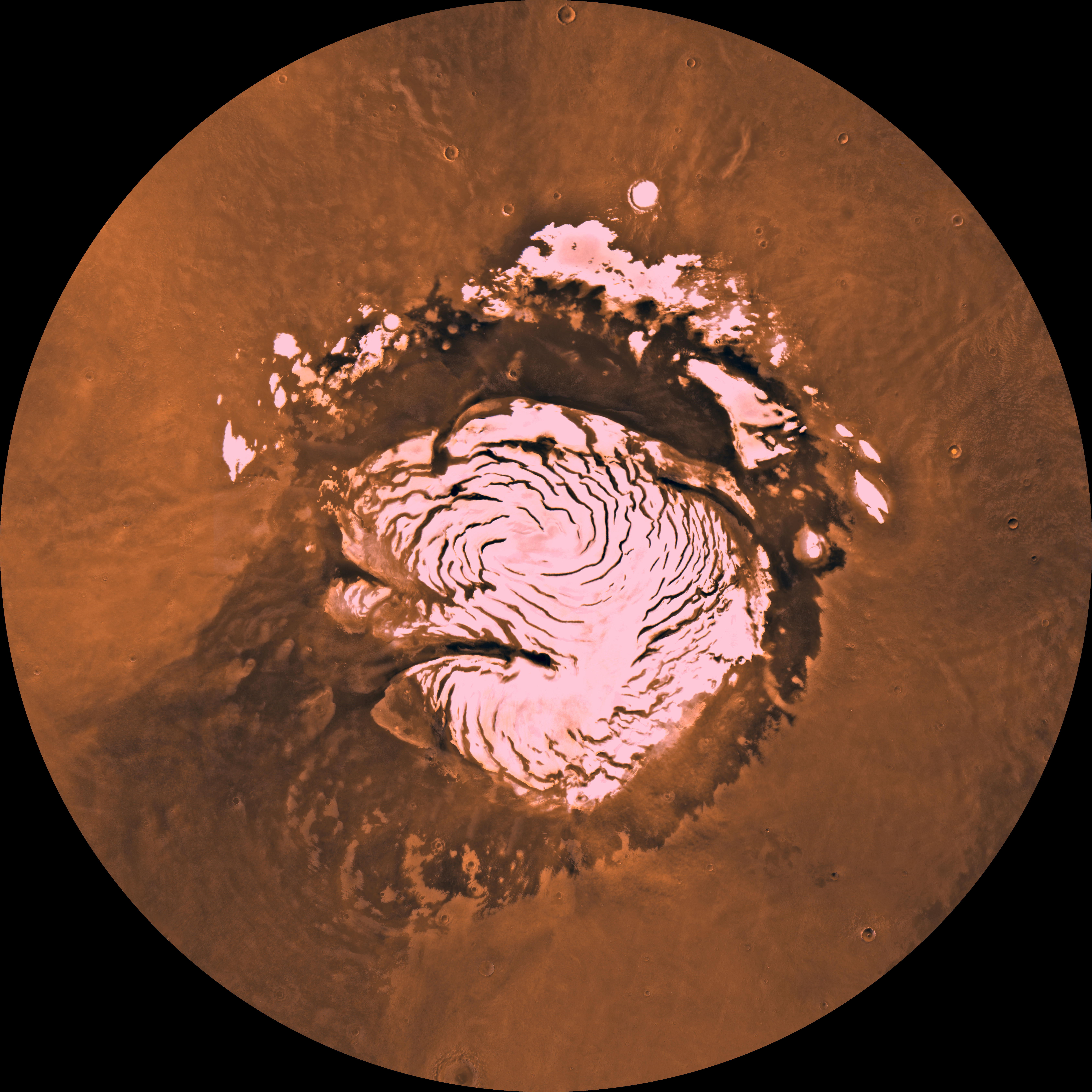
Карта северной полярной области Марса на основе снимков программы «Викинг». Королёв — вверху по центру от Северной полярной шапки